# Vatpind
En vatpind er en tynd træ-, papir- eller plasticpind med en pårullet vattot (som regel i hver ende), der for eksempel indføres i øregangen for at rense øret for ørevoks. Her er reglen at man ikke må rense dybere end man kan se. De finder også anvendelse i anden personlig hygiejne, ligesom der til lægebrug findes lange vatpinde til udtagelse af podeprøver fra eksempelvis halsen.
Vatpinden benyttes også til et utal af andre småopgaver. Den er bl.a. velegnet til rensning af tonehovedet og trykrullen i en båndoptager.
Læger benytter dem til at undersøge mænd for klamydia ved at stikke en vatpind tre centimeter op i penisen.
- Wikimedia Commons har flere filer relateret til Vatpind